# 希夫·库马尔·米什拉
希夫·库马尔·米什拉（Shiv Kumar Mishra；1916年—2007年12月12日），出生于乌纳奥，生活在坎普尔，纳萨尔巴里起义爆发时任印度共产党（马克思主义）北方邦委员会委员。此后，他站在查鲁·马宗达一边，并在建立印度共产党（马列）的过程中发挥了突出作用。